# 엑스-라지 (영화)
엑스-라지(X-Large)는 이집트에서 제작된 세리프 아라파 감독의 2011년 드라마, 코미디, 가족 영화이다. 주연으로 아흐메드 헬미가 마그디(Magdy) 주인공 역으로 출연했다.

## 출연
- 아흐메드 헬미
- 도니아 사미르 가넴